# La dottrina puerile
La dottrina puerile è il titolo di un'opera del filosofo e scrittore spagnolo Raimondo Lullo, composta tra il 1274 e il 1276, e destinata all'insegnamento della catechesi ai bambini. La dedica al figlio, per il quale l'ha realizzata a Maiorca. È conservato nel cosiddetto Codice Miscellaneo, scritto su due colonne in scrittura corsiva nel XIV secolo.
La dottrina puerile è il primo manuale conosciuto di istruzione dei bambini scritto in una lingua romanza

## Contenuto
L'opera inizia elencando i principi inconfutabili della fede, spiegando i Dieci comandamenti, le virtù e i vizi (che identifica con i peccati capitali). In seguito si estende alla Vergine Maria, allo Spirito Santo e copia preghiere comuni. Oltre ai fondamenti della fede cristiana, l'opera contiene alcuni insegnamenti di natura scientifica. Nelle appendici fornisce anche informazioni su altre religioni, studiate da un punto di vista storico e non solo apologetico.

## Analisi
L'obiettivo didattico è evidente nel genere del libro. Lullo riteneva che senza conoscere le basi della dottrina cristiana non si potesse progredire nella conoscenza, da qui l'importanza di stabilire il minimo che fosse necessario insegnare ai bambini come passo preliminare verso una conoscenza superiore. Il riferimento alla conoscenza scientifica della natura illustra questa volontà di andare oltre.
Per rendere più comprensibili i concetti, Lullo ricorre ad esempi e metafore, allontanandosi così dai libri catechetici del suo tempo. Utilizzare un linguaggio semplice. Inoltre l'influenza di Aristotele sulla concezione del mondo permea l'intera opera.